# مات ريان (لاعب هوكي جليد)
مات ريان هو لاعب هوكي جليد كندي، ولد في 12 نوفمبر 1983 في Sharon, Ontario ‏ في كندا.

## وصلات خارجية
- مات ريان على موقع دوري الهوكي الوطني (الإنجليزية)
- مات ريان على موقع EliteProspects.com (الإنجليزية)
- مات ريان على موقع HockeyDB.com (الإنجليزية)
- مات ريان على موقع Hockey-Reference.com (الإنجليزية)